# Мира Светина
Мира Светина Власта (рођ.  Когел; Идрија, 15. мај 1915 — Љубљана, 6. јул 2007) била је учесница Народноослободилачке борбе, друштвено-политичка радница СФР Југославије и СР Словеније и народни херој Југославије.

## Биографија
Рођена је 15. маја 1915. у Идрији. Отац јој је био службеник, а мајка домаћица. По италијанској анексији словеначког приморја, породица јој се преселила у Љубљану 1919. године. Тамо је завршила Учитељску школу и уписала се на Филозофски факултет. Године 1941, завршила је факултет.
Почетком 1938, по упутствима Комунистичке партије Словеније, почела је да организовано ради у Савезу сеоских младића и девојака и у студентским и женским друштвима. Јуна 1939. примљена је у чланство КПС.
Од тада је радила као члан Покрајинског комитета СКОЈ-а за Словенију. Истовремено је била курир Централног комитета КПС за везу међу појединим члановима Централног комитета. Током 1940, вршила је курирске послове између ЦК КПС у Љубљани и ЦК КПЈ и ЦК СКОЈ-а у Загребу.

### Народноослободилачка борба
По почетку оружаног устанка, радила је као члан Покрајинског комитета СКОЈ-а за Словенију, углавном на горењском и камничком подручју. Од августа до октобра 1941, била је секретар партијског бироа на Љубљанском универзитету. Октобра 1941, постала је чланица Покрајинског комитета КПС за Горењску. На том је месту остала све до повратка у Љубљану, јуна 1942. године. У то је време учествовала у припремама оружаног устанка у Горењској, где је непријатељска репресија била посебно интензивна.
У августу 1942, постала је чланица Повереништва ЦК КПС и Извршног одбора ОФ за Љубљану. У септембру 1943, сви чланови Повереништва отишли су на слободну територију, док је она остала самосталан повереник ЦК КПС и Извршног одбора ОФ за Љубљану. Осим илегалног рада, у окупираној Љубљани је прикупљала извештаје о стању у редовима непријатеља и расположењу становништва, те о томе писмима извештавала ЦК КПС и Извршни одбор ОФ.
У то време, Власта је у одсуству била изабрана за чланицу Словеначког народноослободилачког већа, на збору изасланика словеначког народа у Кочевју октобра 1943. године. У октобру 1944, отишла је из Љубљане. Почетком 1945 била је инструктор ЦК КПС при Покрајинском комитету КПС за Штајерску.
Априла 1945. отишла је у Београд, где је организовала словеначке избеглице за повратак у домовину. У Љубљану се вратила на дан њеног ослобођења, 3. маја 1945. године.

### Послератна каријера
После рата, кратко је време била секретар Градског комитета КПС у Љубљани, затим начелник Кадровског одељења при ЦК КПС, члан и председник Контролне комисије ЦК КПС. За члана ЦК КПС бирана је на Другом, Трећем и Четвртом конгресу КП Словеније. Од 1970. до 1975. била је члан Историјске комисије при ЦК СК Словеније. До 1963. била је републичка посланица у једном мандатном периоду, секретар Народне скупштине Словеније, а у два мандатна периода председник Одбора за здравствену и социјалну политику Словеније. Од 1963. до 1970. била је судија Уставног суда Словеније.
Одмах после ослобођења, била је више година чланица Главног одбора Ослободилачког фронта, односно Социјалистичког савеза радног народа Словеније. Године 1970, била је на један мандатни период изабрана за члана Савезне конференције ССРН Југославије, а затим и члана Републичке конференције ССРН Словеније и Градске конференције ССРН за Љубљану, као и члан њеног Извршног одбора и председник, односно члан неколико комисија.
Од 1950. била је чланица и осам година председник Главног одбора Црвеног крста Словеније. Истовремено је била члан Савезног одбора, односно Скупштине Црвеног крста Словеније. Била је и делегат у Друштвено-политичком већу Скупштине града Љубљане, а извесно време потпредседник Већа, члан Комисије Председништва СР Словеније за заштиту уставности и законитости и за остваривање слобода, права и дужности грађана, члан Савета Републике Словеније, члан делегације СУБНОР Словеније и члан комисије републичког одбора за неговање револуционарних традиција, чланица Савезног одбора за неговање традиција НОР и остало.
Умрла је 6. јула 2007. у Љубљани.
Њен први супруг Лојзе Кебе Штефан (1908—1942) погинуо је у току рата и проглашен је за народног хероја. Након рата се удала за Владимира Светину (1908—1988) са којим има сина Ива Светину (1948), познатог словеначког књижевника.
Носилац је Партизанске споменице 1941. и других југословенских одликовања, међу којима је Орден народног ослобођења. Орденом народног хероја одликована је 27. новембра 1953. године.